# João Vaz de Oliveira
João Vaz de Oliveira foi um político brasileiro do estado de Minas Gerais.
Foi eleito deputado estadual na Assembleia Legislativa de Minas Gerais para a 2ª Legislatura (1951 - 1955), pelo PST. Foi substituído pelo deputado João Barbosa no período de 20/6 a 20/8/1951.